# Cathy Come Home
Cathy Come Home è un film per la televisione diretto da Ken Loach, trasmesso nel Regno Unito da BBC One il 16 novembre 1966 all'interno della serie televisiva antologica The Wednesday Play.
Diventato con gli anni un classico della tv britannica, il racconto semi-documentaristico della discesa nella povertà di una famiglia alla disperata ricerca di un'abitazione contribuì a generare un forte dibattito sull'emergenza abitativa nel Regno Unito. Nello stesso periodo in cui il film fu trasmesso venne costituita l'associazione Shelter, che si occupa sia della sicurezza domestica sia del problema dei senzatetto.
Nel settembre 2000 Cathy Come Home è risultato secondo, dietro la sitcom Fawlty Towers, nella classifica "BFI TV 100" del British Film Institute e nel 2005 è stato votato come "programma agenda setting" più influente di tutti i tempi da un gruppo di esperti del settore televisivo. Sempre nel 2005, l'Evening Standard lo ha messo al primo posto tra i "10 programmi televisivi che hanno cambiato il mondo".

## Trama
Lasciata la casa di campagna dei genitori, Cathy si trasferisce in città dove trova un lavoro e incontra Reg, un autista di autocarri del quale si innamora. I due si sposano e affittano un appartamento in un edificio che non consente la presenza di bambini. Presto però Cathy rimane incinta, proprio quando Reg si infortuna e perde il lavoro. La nascita del bambino li costringe a lasciare l'appartamento e a cercare un altro posto dove vivere.
Riescono a trovare una sistemazione grazie alla signora Alley, che si mostra subito gentile consentendo alla coppia di rimanere anche quando nascono altri due figli e pagare l'affitto diventa un problema. Tuttavia, la donna muore all'improvviso e la famiglia viene sfrattata dal nipote unico erede e si trasferisce in un campo caravan. Costretti a lasciare anche questa sistemazione a causa dell'ostilità dei residenti, Cathy, Reg e i loro figli cercano di ottenere un alloggio decente attraverso il consiglio locale ma senza successo. Occupano quindi un edificio abbandonato e decidono poi di separarsi temporaneamente, in modo che Cathy e i bambini possano andare in un dormitorio femminile mentre Reg inizia a cercare un lavoro.
La solitudine e la frustrazione di Cathy esplodono e la ragazza deve anche lasciare il ricovero per la scadenza del periodo concessole. Senza soldi e senza un posto dove andare, si reca alla stazione ferroviaria dove i figli le vengono tolti dai servizi sociali, lasciandola nella disperazione.

## Accoglienza
(Ken Loach)
Cathy Come Home fu seguito da oltre 12 milioni di persone e rappresentò un momento determinante della televisione britannica degli anni sessanta. Il dibattito generato portò all'indignazione pubblica per lo stato degli alloggi nel Regno Unito e dopo la messa in onda, la questione dei senzatetto e delle misure adottate dalle autorità locali per affrontarla diventò più importante nella discussione politica.
La reazione della critica fu generalmente positiva, anche se alcuni commentatori obiettarono sul fatto di combinare la licenza drammatica con il requisito di imparzialità richiesto ad un documentario. Altri difesero invece il diritto degli autori di utilizzare strumenti drammatici ed emotivi per coinvolgere lo spettatore in questioni pubbliche, sottolineando come il punto di vista fosse essenzialmente quello di Cathy, attraverso il quale il pubblico poteva misurare la propria distanza empatica.
Il successo del film fece inoltre conoscere Ken Loach come regista politicamente impegnato fuori dal mainstream, evidenziando quella sensibilità verso la classe lavoratrice inglese che avrebbe caratterizzato la sua produzione cinematografica futura.

## Distribuzione
Dopo la messa in onda del 1966, il film fu riproposto dalla BBC l'11 gennaio 1967, il 13 novembre 1968 e l'11 agosto 1976. Il 31 marzo 1993 è stato trasmesso da Channel 4 all'interno di una serie di programmi aventi come tema quello dei senzatetto. La BBC ha nuovamente mandato in onda Cathy Come Home nel 2003, nel 2006 e nel 2016.
Nel 2003 è stato distribuito in DVD dal British Film Institute, con il commento di Ken Loach e documenti di produzione originali.
Nel 2014 è stato proiettato alla 64ª edizione del Festival di Berlino, all'interno di una sezione speciale dedicata a Ken Loach vincitore quell'anno dell'Orso d'oro alla carriera.

## Riconoscimenti
Nel 1968 Cathy Come Home vinse il Prix Italia come miglior programma televisivo drammatico originale.

## Colonna sonora
La canzone che accompagna sia i titoli di testa che quelli di coda è 500 Miles di Hedy West, nella versione interpretata da Sonny & Cher nel 1965.